# Abies lasiocarpa
Abies lasiocarpa (ялиця пухнастонасінна, англ. subalpine fir, фр. sapin concolore) — вид ялиць родини соснових. Етимологія: лат. lasiocarpa — «шерстистий, пухнастий плід».

## Поширення, екологія
Країни поширення: Канада (Альберта, Британська Колумбія, Північно-західні території, Юкон); США (Аляска, Аризона, Каліфорнія, Колорадо, Айдахо, Монтана, Невада, Нью-Мексико, Орегон, Юта, Вашингтон, Вайомінг). Є одним з видів субальпійського поясу у високих горах заходу Північної Америки, Діапазон висот: від 5 м до 1500 м над рівнем моря на півночі ареалу і від 600 м і 3500 м в Каскадних горах і Скелястих горах. Росте на різних високогірних літозолях, вологих або сухих. Клімат всюди холодний, але змінюється від волого в пн.-зх. до сухого в пд. частині ареалу, кількість опадів коливається від 500 мм до 3000 мм на рік. Утворює зазвичай дуже відкриті деревостою з відокремлених або кластерних дерев, часто змішуючись із Tsuga mertensiana в пн.-зх. і з Picea engelmannii в більшій частині Скелястих гір. Також росте разом з Pinus, а також Abies в Тихоокеанському Північному Заході. Альпійські луки зазвичай виникають між заростями хвойних.

## Опис
Дерево до 50 м у висоту і 200 см діаметра, часто набагато менше за рахунок зростання в жорстких умовах; утворює криволісся на альпійських висотах. Крона зазвичай високо-конічна, стаючи дещо сплощеною і неправильної форми на старих дерев. Кора сіра, тонка, гладка, з смоляними бульбашками в молодих дерев, стає зморшкуватою і лускатою з віком. Бруньки приховані листям або оголені, від бурого до темно-коричневого кольору, майже кулясті, дрібні, смолисті, вершина округла. Листя розміром 11–31 × 1.25–2 мм, гнучке; верхня поверхня від світло-зеленого до синьо-зеленого кольору, зазвичай тьмяна вершина від зубчастої до округлої.
Пилкові шишки від фіолетового до пурпурно-зеленого кольору, зосереджені в нижній частині крони на 1-річних гілках. Насіннєві шишки від темно-фіолетово-синього до сіро-фіолетового кольору з округленою вершиною, сидячі, розміром 5–12 × 2–4 см, ростуть окремо або невеликими групами у верхній частині крони дерева. При дозріванні на початку осені вони стають коричневими. Насіння розміром 5–7 × 2–3 мм, коричневого кольору з світло-коричневими крилами приблизно в 1,5 раз більшими за насіння. 2n = 24.
Найбільше дерево: діаметр 204 см, висота 38,1 м, крона: 8 м. Виміряні в 1992 році, в Національному Олімпійському Парк, Вашингтон (Van Pelt 1996).

Найвище дерево: діаметр 107 см, висота 52 м, крона: 7 м. Виміряні в 1988 році в англ. Alpine Lakes Wilderness, Вашингтон (Van Pelt 1996)

Найстаріше дерево: в Юконі, вік 501 кілець (Luckman 2003).

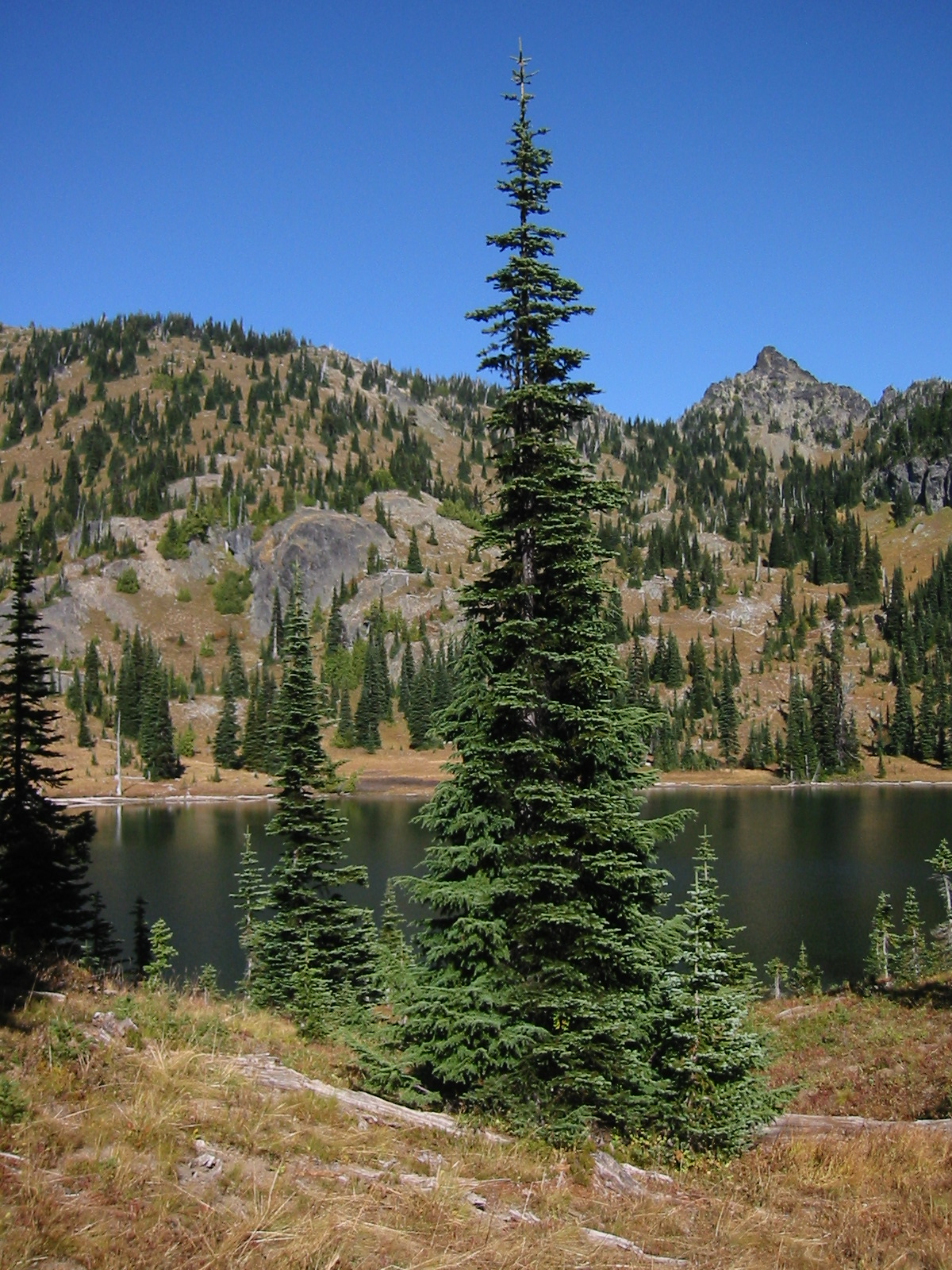
Дерева
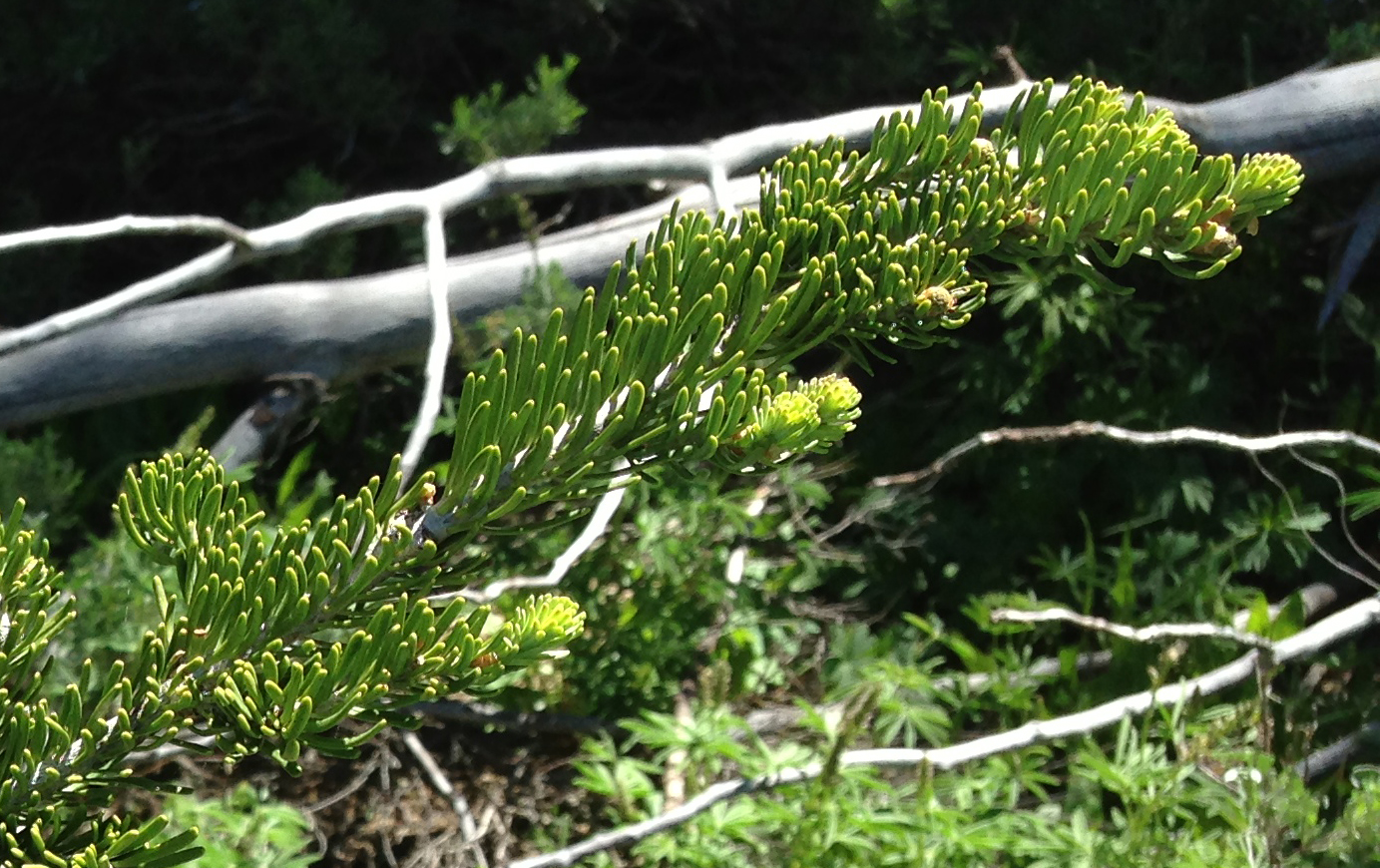
Листя
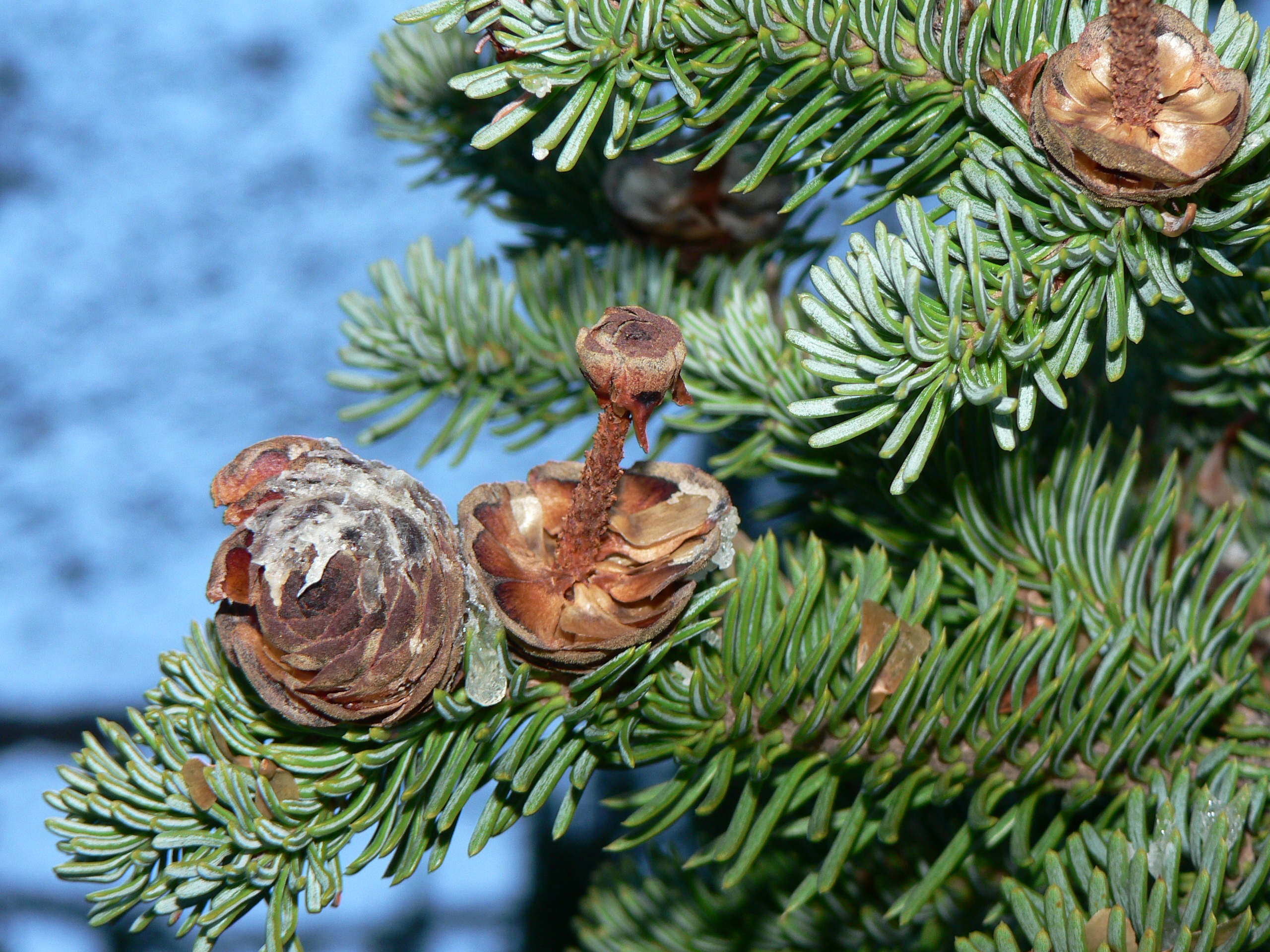
Шишки
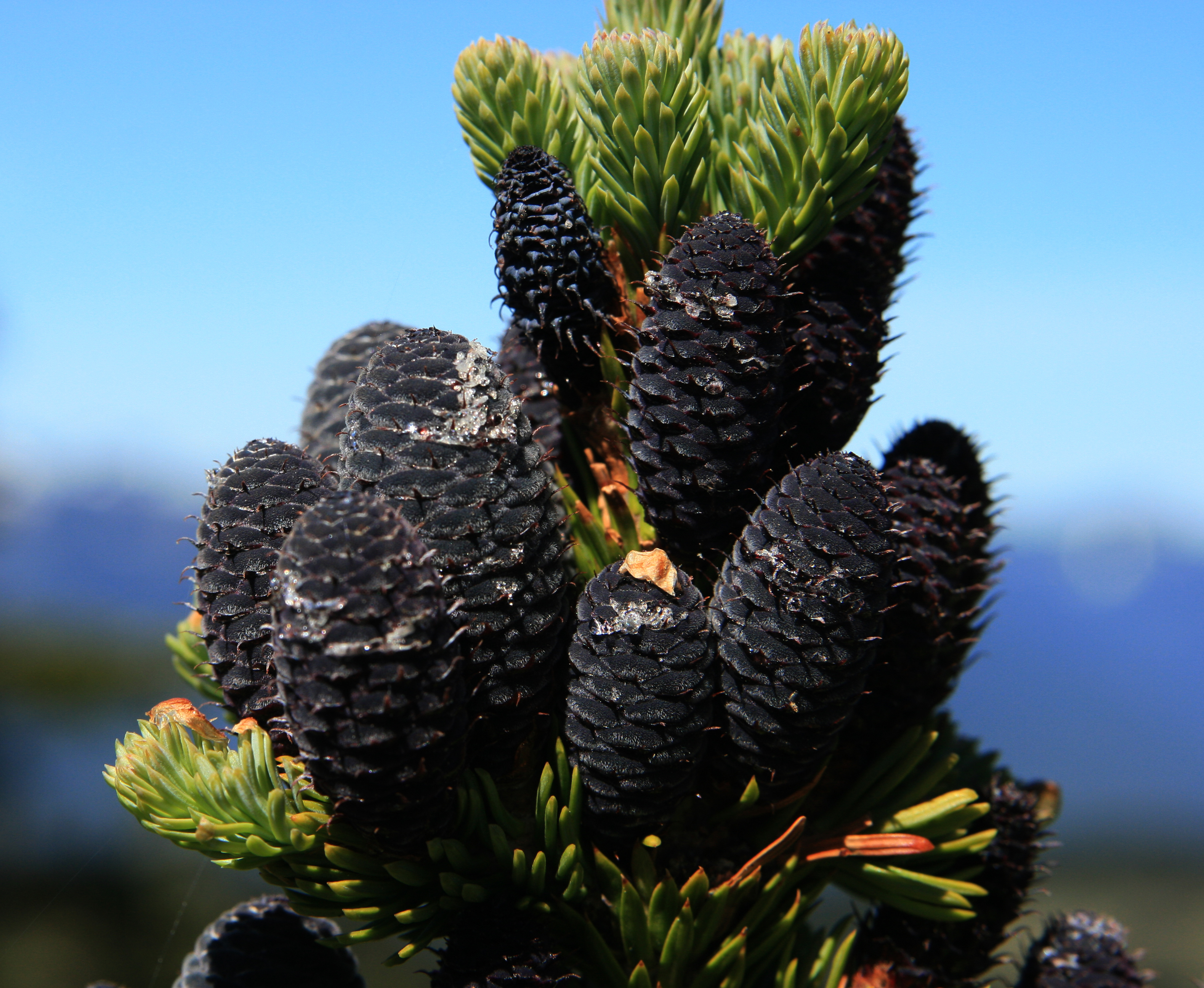
Молоді шишки
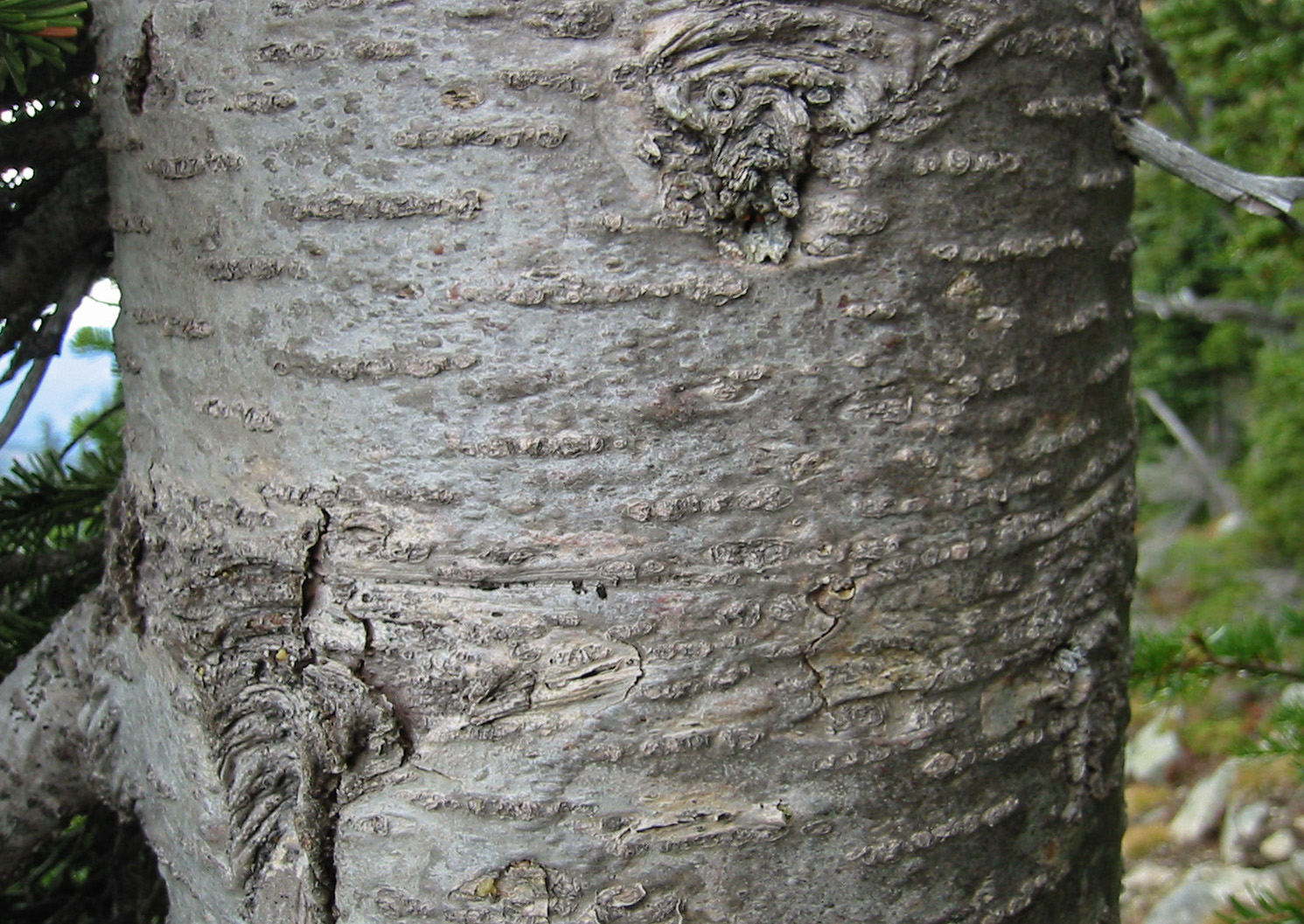
Стовбур

## Використання
Має мало або взагалі не має значення як джерело деревини, хоча властивості деревини, як правило, схожі на інші види ялиці. Значною мірою це, звичайно, пов'язано з багатою спадщиною хвойних у західній частині Північної Америки. Практично не використовується в садівництві: росте повільно і боїться «пізніх» морозів.

## Загрози та охорона
Ніяких конкретних загроз не було визначено для цього виду: підвищені частоти пожеж і надмірний випас худоби є потенційними загрозами. Багато субпопуляцій знаходиться в охоронних районах.